# 澳門巴士2短線
澳門巴士2短線是已取消的路線，由新福利營運，往返順景廣場和南灣／羅保博士街。

## 簡介及歷史
- 本線是2路線的短線，在2004年2月2日起開設，由順景廣場總站往來羅保博士街。路線資料如下：
  - 頭班車：順景廣場：06:45，南灣：07:15
  - 尾班車：順景廣場：19:00，南灣：19:30
  - 班距：25分鐘

- 本線原是供乘客轉乘，後來客量不足，在2008年起只於上午服務。公眾假期停駛。

- 因改用大巴後，電牌受字數局限，本線改稱2X，但當電牌顯示中文站名時，頭牌及側牌仍會顯示2短線。

- 2009年4月26日起，配合第二階段澳門巴士路線調整，本線編號更改為2A，改為往返東方明珠及亞馬喇前地。[1][2]

## 使用車輛
- 蘇州金龍KLQ6930G

## 路線資料
| 2短線 | 順景廣場 ↔ 羅保博士街 | 順景廣場 ↔ 羅保博士街  |
| 編號  | 往程                  | 返程                   |
| 1     | 順景廣場              | 南灣／羅保博士街       |
| 2     | 翡翠廣場              | 約翰四世馬路／馬統領街 |
| 3     | 祐漢街市              | 水坑尾街               |
| 4     | 祐漢公園              | 盧廉若公園             |
| 5     | 永康街／麗華          | 荷蘭花園               |
| 6     | 黑沙環第五街          | 荷蘭園／栢惠           |
| 7     | 慕拉士巷              | 鮑思高球場             |
| 8     | 慕拉士／飛通大廈      | 電力公司               |
| 9     | 新雅馬路／母親會      | 慕拉士／發電廠         |
| 10    | 二龍喉公園            | 八達新村               |
| 11    | 得勝花園              | 黑沙環馬路             |
| 12    | 愛都酒店              | 祐漢第二街             |
| 13    | 水坑尾／公共行政大樓  | 看台街／中銀           |
| 14    | 約翰四世大馬路        | 永寧廣場               |
| 15    | 南灣／羅保博士街      | 馬場東大馬路           |
| 16    |                       | 順景廣場               |

## 外部連結
- 澳門新福利公共汽車有限公司（官方網站） （页面存档备份，存于）